# Бунге, Христиан Георгиевич
Христиан Георгиевич (Григорьевич) Бу́нге (нем. Christian Gottlieb von Bunge; 1776—1857) — один из первых известных педиатров Киева.

## Биография
Родился 20 (31) декабря 1776 года в известной киевской лютеранской семье Бунге. Его отец, Георг-Фридрих Бунге (1722—1793), выходец из Восточной Пруссии, который в середине XVIII века переселился в Киев и содержал там аптеку. В семье было 8 сыновей: Иван-Фридрих, Георг, Андрей, Готлиб, Христиан (1-й; умер в младенчестве), Яков, Христиан (2-й) и Христофор.
Окончив Киево-Могилянскую академию, в 1792 году продолжил обучение в Санкт-Петербургском медико-хирургическом училище, из которого был выпущен в 1796 году. Затем совершенствовался в Йенском университете, где в 1798 году защитил докторскую диссертацию «Об эпидемических болезнях в Киеве».
С 1802 до 1835 года служил в Киево-Могилянской академии (лекарь, с 1808 — штаб-лекарь), одновременно преподавал и в других учебных заведениях Киева; имел частную практику. Во время войны в 1812 году был врачом-ординатором Киевского военного госпиталя. Значительно улучшил оснащение академической больницы инвентарём, инструментарием и медикаментами. Летом вместе с учащимися академии собирал для больницы лекарственные растения в окрестностях Киева. В 1831 году внедрённая им система профилактических мер помогла предотвратить распространение холеры среди учеников Киево-Могилянской академии.
За отличную службу был пожалован сперва в надворные советники, а 26 февраля 1832 года — в коллежские. Уходя со службы по собственному желанию, получил в награду знак отличия беспорочной службы за тридцать лет и как дворянин был «украшен в 1814 г. бронзовою медалью на Владимирской ленте и получил свидетельство, что исполнял эту должность рачительно и усердно».
Умер в Киеве 9 (21) марта 1857 года. Похоронен в фамильной усыпальнице на Байковом кладбище, разрушенной в 1930-е годы.

## Семья
Был женат дважды:
- от первого брака с Меланией Ферранд (06.04.1791—20.02.1816) у него было трое детей: дочери Мария (03.10.1807—1829) и Екатерина (01.02.1809—07.07.1879)[2] и сын Андрей, который стал инженером путей сообщений и род которого продолжил сын Николай — известный профессор-химик
- от второго брака на дочери генерал-майора артиллерии Гебнера, вдове полковника Изюмова Екатерине Николаевне (1786—17.03.1877) имел сына: Николай  Христианович Бунге — действительный тайный советник, министр финансов, председатель Кабинета министров.